# Gruta de Boquique

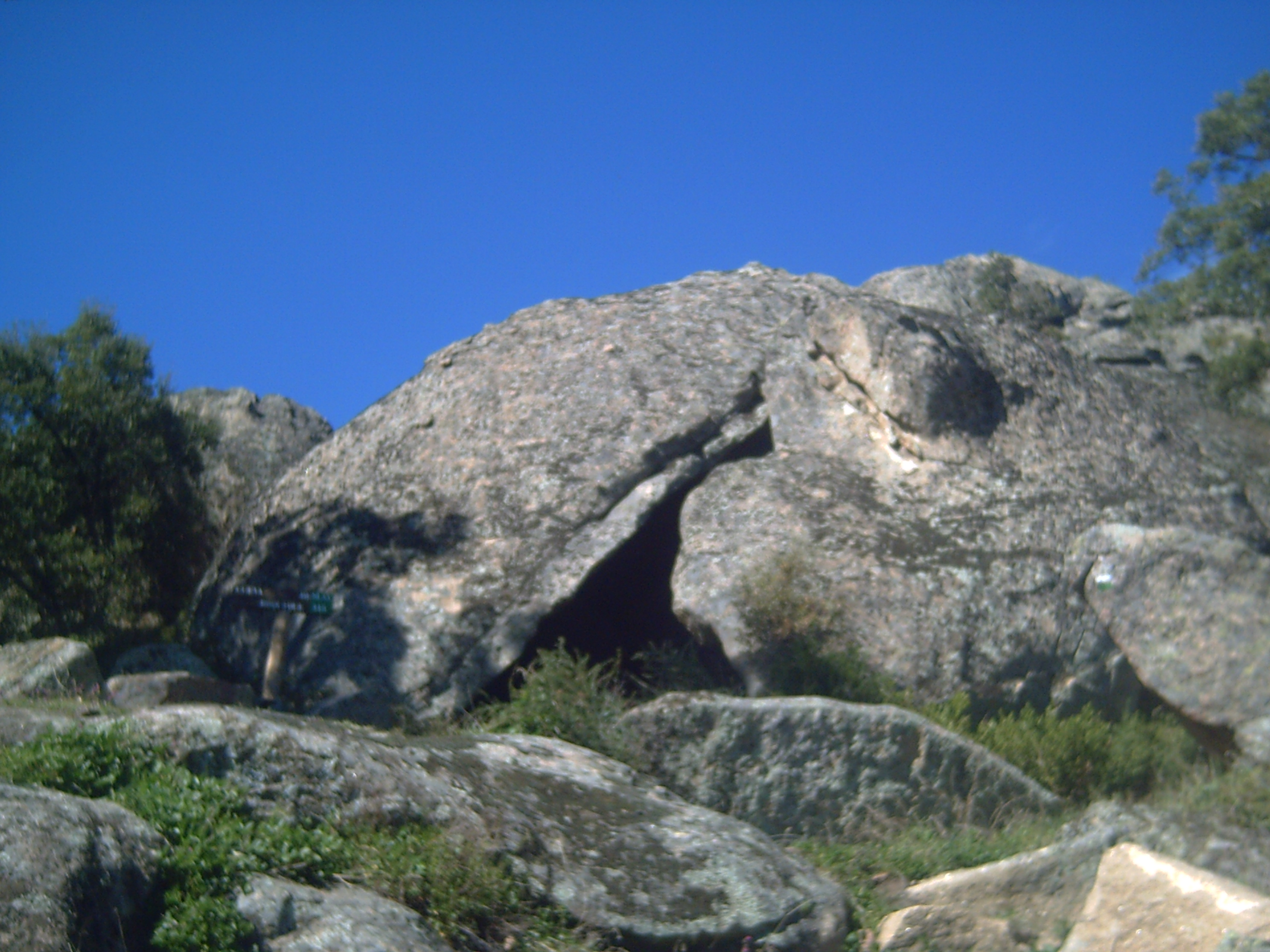
Vista exterior da gruta de Boquique.

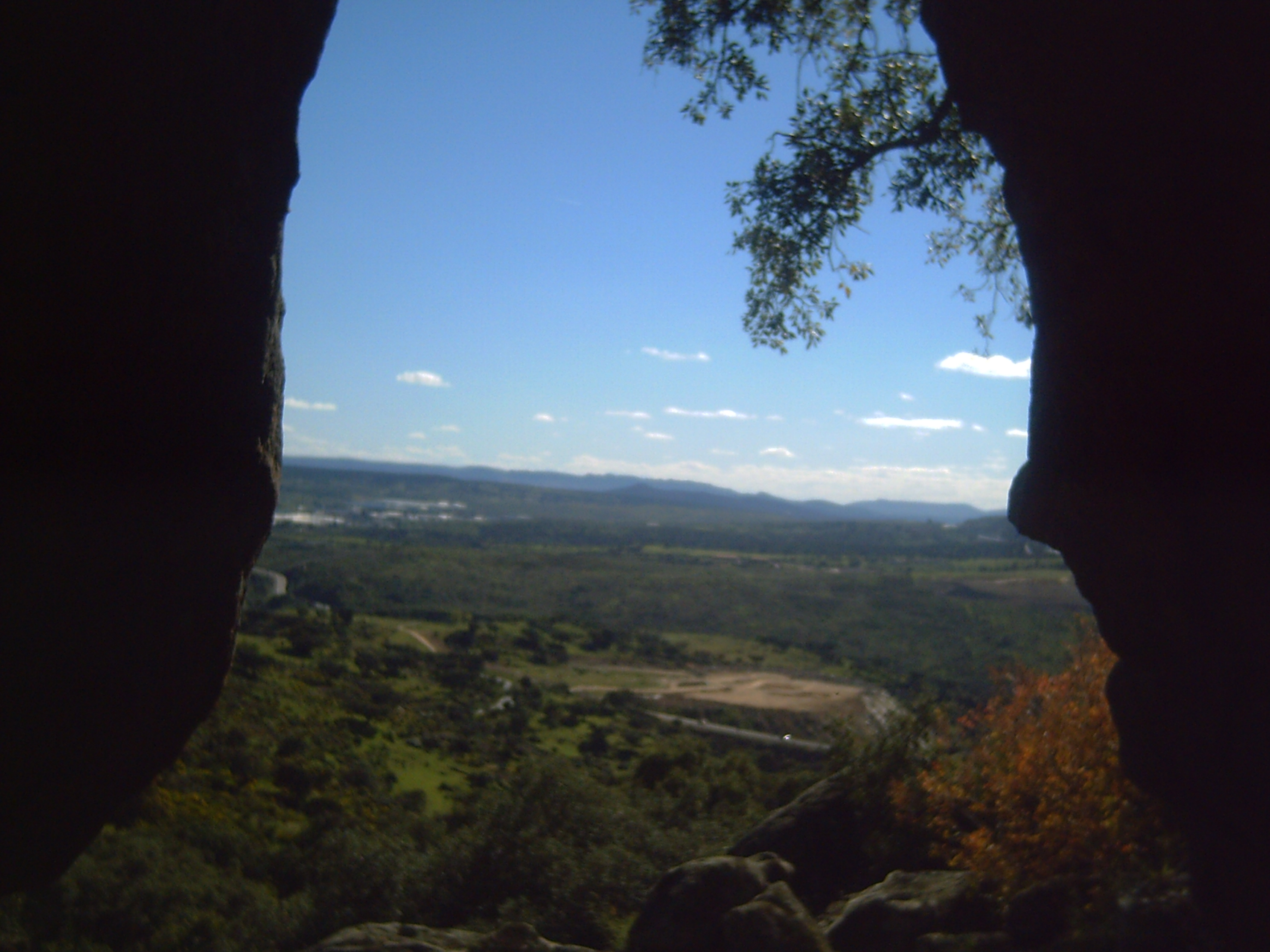
Vista desde a gruta de Boquique.

A Gruta ou Caverna de Boquique encontra-se perto da cidade de Plasencia, na província de Cáceres, comunidade autónoma da Estremadura, Espanha.
Mais do que uma caverna, é um abrigo rochoso numa formação granítica constituído por uma abertura relativamente ampla na entrada principal e um corredor comprido que liga a outra entrada. Situa-se numa da extremidades do maciço montanhoso da Serra de Gredos, a serra de Traslasierra, a 580 metros de altitude, na dehesa[a] de Valcorchero, no sítio conhecido como Era de la Guijosa.

## Origem do nome
A gruta deve o seu nome ao revoltoso carlista Mariano Ceferino del Pozo, alcunhado de Boquique, durante a chamada Guerra Carlista, que se refugiou no local em várias ocasiões, primeiro durante o triénio liberal, o breve período de liberalismo ocorrido em Espanha entre 1820 e 1823[b], e em 1834, durante a Primeira Guerra Carlista. Nesse ano foi capturado na gruta na noite de para 6 de março, juntamente com os que acompanhavam, entre os quais se encontrava a sua mulher. Após terminada a guerra, em 1840, Mariano del Pozo converteu-se em salteador e voltou a usar a gruta como refúgio, onde viria a ser novamente capturado.
No início do século, a gruta tinha sido refúgio de opositores às tropas de ocupação francesas durante a Guerra Peninsular (1807-1814) e de ladrões e bandoleiros noutras épocas.

## Arqueologia

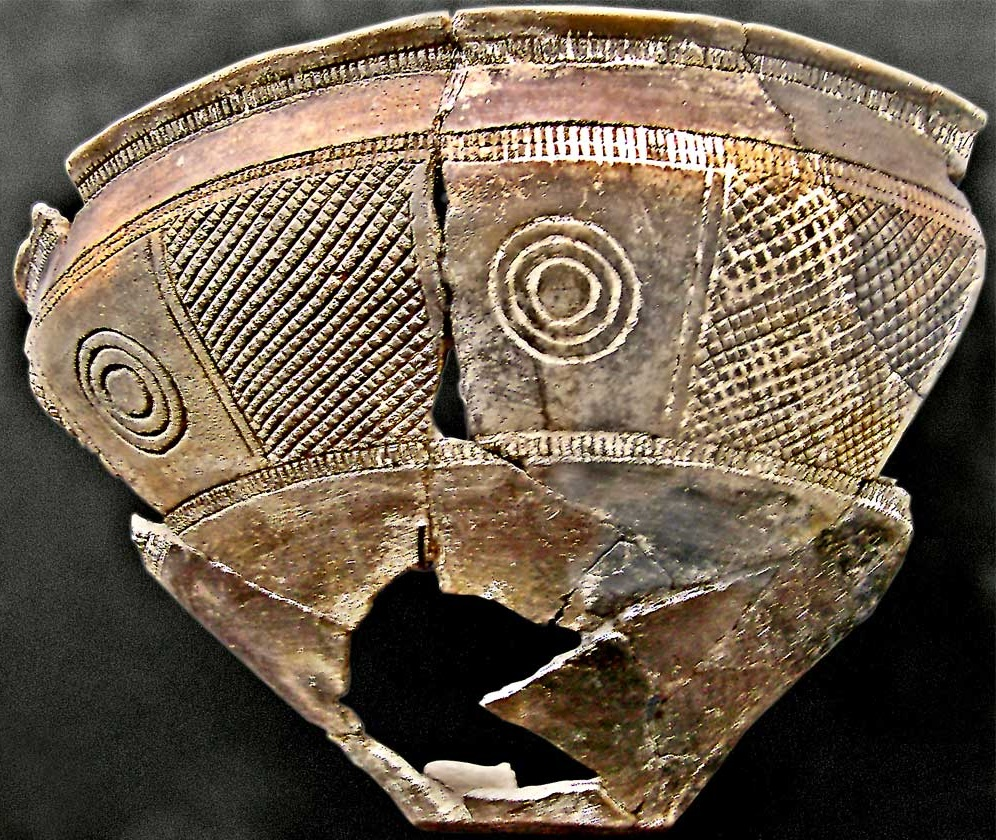
Peça de cerâmica de Boquique encontrada em San Román de Hornija, província de Valladolid.

Nas imediações da gruta foram encontrados numerosos vestígios pré-históricos que foram sistematicamente escavados. Entre os achados mais relevantes das escavações estão o que se pensa poder ser uma necrópole e várias peças de cerâmica decoradas num estilo que foi batizado com o nome do local — cerâmica de Boquique — o qual também se encontrou noutros sítios arqueológicos da Península Ibérica e Ilhas Baleares. As peças encontradas em Boquique são do Neolítico segundo alguns estudiosos ou da Idade do Bronze segundo outros.
São numerosas as publicações acerca da gruta, desde que, em 1873, Vicente Paredes Guillén a dá a conhecer. Nos primeiros anos do século XX, Pedro García Faria, um engenheiro, escavou a caverna e envia parte das cerâmicas encontradas ao ilustre pré-historiador Pere Bosch i Gimpera, que as estuda. Trabalhos posteriores de Cleofé Rivero de la Higuera deram a conhecer um lote de peças recuperadas noutras prospeções. Mais recentemente, o local é escavado pelo arqueólogo Martín Almagro Gorbea em 1970. Desde aí já foram publicadas algumas revisões sobre a estação arqueológica, chegando-se à conclusão que a gruta foi ocupada em dois períodos distintos, no Neolítico antigo e no final da Idade do Bronze.
Os achados arqueológicos encontram-se dispersos entre o Museu de Cáceres, o Museu Arqueológico de Espanha, em Madrid e o Museu de Arqueologia da Catalunha, mas só estão expostos ao público no Museu de Cáceres.